# جوزيف إي. كينغ
جوزيف إي. كينغ (بالإنجليزية: Joseph E. King)‏ هو سياسي أمريكي، ولد في 2 سبتمبر 1945 في تكساس في الولايات المتحدة. انتخب عضو مجلس نواب واشنطن.